# Design Hotels
Design Hotels – amerykańska sieć hotelowa wchodząca w skład grupy Marriott International. Sieć posiada 19 działających hoteli, w których jest dostępnych 2375 pokoi (31 grudnia 2021).

## Historia
Sieć została założona w 1993 r. jako kalifornijska korporacja Design Hotels Inc. przez J. Petera Schweitzera i Clausa Sendlingera. Sendlinger był współwłaścicielem (wraz z Hansem Peterem Knodlerem i Oliverem Jamitzkym) niemieckiego biura podróży oferującego pełen zakres usług CO-ORDINATES GmbH z siedzibą w Augsburgu w Niemczech. Te dwie firmy i kilka innych połączyły się w 1998 r. w ramach spółki holdingowej lebensart.net GmbH, znanej później jako Lebensart Global Networks AG. Spółka holdingowa weszła na giełdę w Niemczech 10 grudnia 1999 r.
W 2000 roku Lebensart Global Networks AG, z Danielem Adamsem jako dyrektorem finansowym, zgromadził kapitał wystarczający do przeniesienia obrotu z rynków pozagiełdowych na giełdę Börse München.
W 2001 roku firma zmieniła markę na Design Hotels z 23 początkowymi hotelami członkowskimi. W tym samym roku firma zakończyła fuzję korporacyjną należących w całości do niej spółek zależnych: ResExpress, Inc., Younger Direct Marketing, Inc. i Lebensart technology, Inc.. Firma rozpoczęła działalność pod nazwą Lebensart technology Arizona, Inc., z siedzibą w Scottsdale, w stanie Arizona.
W 2004 roku, po kilku przeprowadzkach swojej siedziby z Arizony, Kalifornii, Nowego Jorku, firma przeniosła swoją siedzibę do obecnej lokalizacji w Berlinie w Niemczech pod nazwą Design Hotels AG.
W 2011 roku Starwood Hotels and Resorts Worldwide nabył 72% udziałów w Design Hotels AG. 23 sierpnia 2016 r. Starwood Hotels & Resorts Worldwide przejmuje Marriott International i tym samym staje się własnością sieci.

## Hotele
Do sieci Design Hotels należy 99 hoteli na całym świecie, w tym 61 hoteli w Europie. W Polsce hotele Design Hotels nie występują (19 luty 2023).

### Afryka
- Kenia

| * Trademark Hotel | * Tribe Hotel |

- Maroko

- AnaYela, Marrakesh

- Południowa Afryka

- Ten Bompas Hotel, Johannesburg

### Ameryka Północna
- Kanada

- Hotel St. Paul, Montreal

- Stany Zjednoczone

- Arizona

- The Tuxon Hotel, Tucson

- Illinois

- The Robey, Chicago

- Kalifornia

| • Avalon Hotel & Bungalows Palm Springs | • Hotel June, Los Angeles    |
| • Avalon Hotel Beverly Hills            | • San Francisco Proper Hotel |
| • Downtown Los Angeles Proper Hotel     | • Santa Monica Proper Hotel  |

- Nowy Jork

- 11 Howard, New York

- Teksas

- Austin Proper Hotel

- Tennessee

- The Dwell Hotel

### Ameryka Środkowa & Karaiby
- Grenada

- Laluna, Grenada

- Meksyk

| • Azucar, Monte Gordo      | • Elena de Cobre      | • Hotel Escondido, Puerto Escondido  | • Maison Couturier, San Rafael |
| • Casa Habita, Guadalajara | • Habita, Mexico City | • Hotel La Semilla, Playa del Carmen | • Papaya Playa Project, Tulum  |
| • CONDESA df, Mexico City  | • Habita Monterrey    | • La Purificadora, Puebla            | • Rosas & Xocolate, Mérida     |

### Azja
- Chiny

| • Hotel Proverbs Taipei | • Mira Moon Hong Kong | • Ovolo Southside, Hong Kong | • The Mira Hong Kong |

- Korea Południowa

- Nest Hotel

- Malezja

- Macalister Mansion, George Town

- Singapur

- The Warehouse Hotel, Singapore

- Tajlandia

- Casa de La Flora, Khao Lak, Phang Nga

### Bliski Wschód
- Zjednoczone Emiraty Arabskie

- FORM Hotel Dubai, Dubai

### Europa
- Austria: Bad Gastein The Cōmodo
- Belgia: Bruksela The Dominican
- Bułgaria: Sofia Sense Hotel
- Dania: Kopenhaga Nobis Hotel
- Finlandia: Helsinki Hotel St. George
- Francja:

- Cannes Five Seas Hotel Cannes
- Dijon Vertigo Hotel
- Paryż La Maison Champs Elysées; Le Roch Hotel and Spa
- Saint-Rémy-de-Provence Hôtel de Tourrel

- Grecja:

- Ajos Nikolaos Minos Beach Art Hotel
- Ateny Fresh Hotel; New Hotel; Periscope; Semiramis Hotel
- Mykonos Myconian Kyma; Mykonos Theoxenia
- Santoryn NOŪS Santorini

- Hiszpania:

- Alicante Hospes Amérigo
- Calvià Hospes Maricel & Spa
- Grenada Hospes Palacio de los Patos
- Salamanka Hospes Palacio de San Esteban
- Sewilla Hospes Las Casas del Rey de Baeza
- Torroja del Priorat ORA Hotel Priorat
- Walencja Hospes Palau de la Mar

- Islandia:

- Nesjavellir ION Adventure Hotel
- Reykjavík 101 Hotel; ION City Hotel

- Litwa: Wilno Hotel Pacai
- Niderlandy:

- Amsterdam Sir Adam Hotel; Sir Albert
- Maastricht Kruisherenhotel Maastricht
- Rotterdam Mainport

- Niemcy:

- Berlin Provocateur; Sir Savigny Hotel
- Frankfurt nad Menem Roomers
- Hamburg Sir Nikolai Hotel

- Portugalia:

- Lizbona Memmo Principe Real
- Monforte Torre de Palma Wine Hotel

- Szwajcaria:

- Adelboden The Cambrian
- Ascona Giardino Ascona
- Champfèr Giardino Mountain
- Chandolin Chandolin Boutique Hotel
- Minusio Giardino Lago

- Szwecja:

- Nacka Hotel J
- Sztokholm Blique by Nobis; Hotel Skeppsholmen; Miss Clara by Nobis; Nobis Hotel Stockholm; Stallmästaregarden

- Turcja: Stambuł Gezi Hotel Bosphorus; The Bank Hotel Istanbul
- Ukraina: Kijów 11 Mirrors
- Wielka Brytania: Londyn Blakes Hotel London; Town Hall Hotel & Apartments
- Włochy:

- Cassago Brianza C-Hotel & Spa
- Mediolan Hotel Viu Milan; STRAF
- Pienza La Bandita Townhouse
- Rzym Elizabeth Unique Hotel; G-Rough